# Heteroscodra
Genre
Heteroscodra est un genre d'araignées mygalomorphes de la famille des Theraphosidae.

## Distribution
Les espèces de ce genre se rencontrent en Afrique équatoriale et en Afrique de l'Ouest.

## Liste des espèces
Selon World Spider Catalog (version 18.0, 10/03/2017) :
- Heteroscodra crassipes Hirst, 1907
- Heteroscodra maculata Pocock, 1900

## Publication originale
- Pocock, 1900 : On the scorpions, pedipalps and spiders from tropical West-Africa, represented in the collection of the British Museum. Proceedings of the Zoological Society of London, vol. 1899, p. 833-885 (texte intégral).